# Röntgencsillagászat
A röntgencsillagászat a csillagászat azon ága, mely megfigyeléseit a röntgentartományba eső sugárzások vizsgálatával végzi. A kozmoszból érkező röntgensugarak vizsgálata rendkívül fontos a csillagászat számára, mert a legforróbb égitestek sugárzásának zöme a röntgenhullámhosszak tartományába esik. Ezek a sugárzások nem tudnak mélyen behatolni a légkörbe, ezért észlelésükhöz műholdakat használnak. Régebben magasan szálló ballonokkal vagy rakétákról észleltek. A nagyenergiájú elektromágneses hullámokat gyakran a foton energiájával jellemzik a hullámhossz helyett. Eszerint a lágy röntgensugárzás a 0,1-10 keV tartományban, a kemény röntgensugárzás a 10-100 keV tartományban található.

## Röntgentartományban megfigyelhető égitestek
- kvazárok
- galaxisok
- galaxishalmazok
- neutroncsillagok
- fekete lyukak[1]

## Röntgenműholdak
A röntgencsillagászati megfigyeléseket főként föld körüli pályára állított műholdakkal végzik.
Jelenleg működő műholdak a NASA Chandra röntgentávcsöve és az ESA XMM-Newton röntgentávcsöve.
- AXAF (Advanced X-ray Astrophysics Facility)